# 81 Virginis
81 Virginis är en orange jätte i Jungfruns stjärnbild.
Stjärnan har visuell magnitud +7,05 och kräver fältkikare för att kunna observeras. Den befinner sig på ett avstånd av ungefär 640 ljusår.